# Pointe de la Grande Glière
Pour les articles homonymes, voir Glière.
La pointe de la Grande Glière est une montagne de France située en Savoie, dans le massif de la Vanoise.

## Géographie
Le sommet qui s'élève à 3 392 mètres d'altitude est entouré de la brèche du Grand Gendarme (3 167 m), du col du Tougne (3 107 m) et par-delà de la pointe des Volnets (3 248 m) à l'ouest, du glacier Nord de la Glière au nord, du col de la Glière (3 159 m) et de la pointe de la Petite Glière (3 322 m) au sud-est et du glacier Sud de la Glière au sud. Son adret domine le secteur du col de la Vanoise (2 517 m) tandis que son ubac domine la vallée du Doron de Champagny à la hauteur du refuge de la Glière (1 990 m).
La montagne est formée de quartzites du Trias reposant sur le socle de micaschistes du Paléozoïque.

## Histoire
La première ascension du sommet est le fait de Christian Almer (fils) et William Auguste Coolidge le 27 août 1887.

## Ascension
Le sommet n'est accessible qu'en alpinisme. Un itinéraire de ski de randonnée s'en approche par le sud-ouest depuis le secteur du col de la Vanoise via le glacier Sud de la Glière jusqu'au col de la Glière.

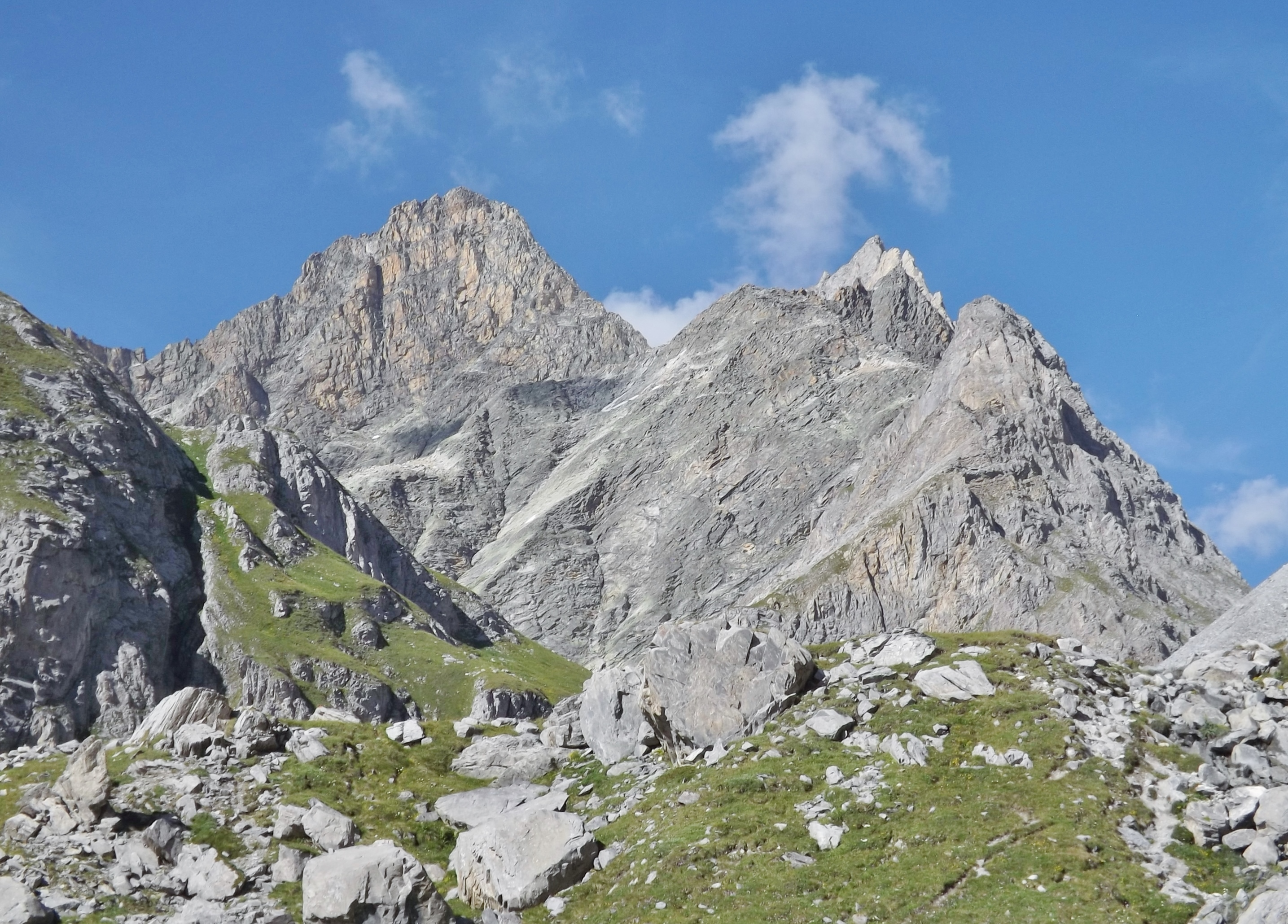
Vue depuis le sud de la pointe de la Grande Glière à gauche et de pointe de la Petite Glière à droite.

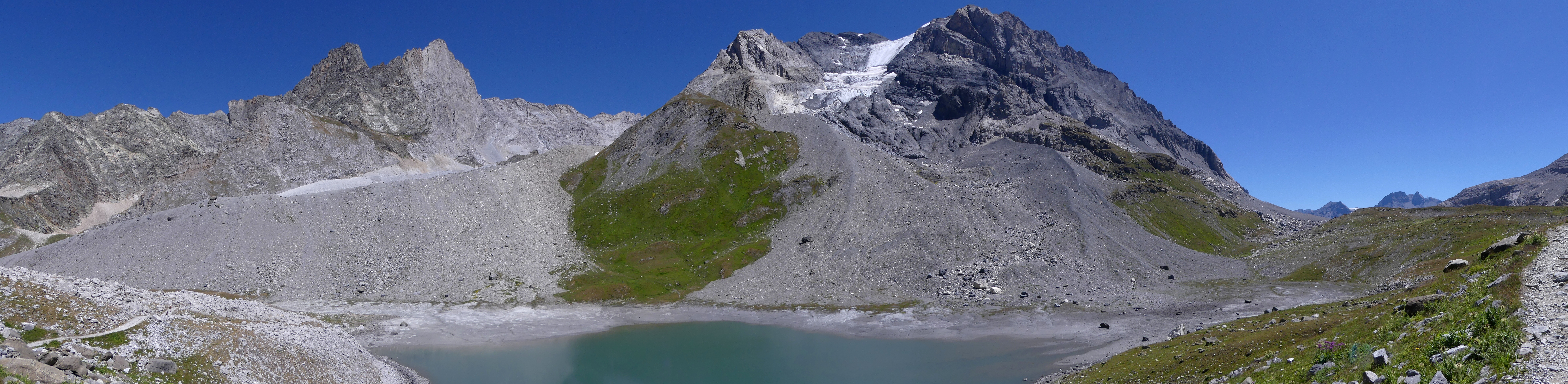
Vue panoramique depuis le lac Long au sud de la pointe de la Grande Glière, de la pointe de la Petite Glière, de la Grande Casse avec le glacier des Grands Couloirs et du col de la Vanoise de gauche à droite.